# Толбът Грийн
То̀лбът Грийн (на английски: Talbot Green; на уелски: Tonysguboriau или Tanysguboriau, Тонъсгибо̀риай или Танъсгибо̀риай) е град в Южен Уелс, графство Ронда Кънън Таф. Разположен е около реките Илай и Клин на около 10 km на северозапад от централната част на столицата Кардиф. От северната му част започва град Лантрисант. Има жп гара. Населението му е 2457 жители според данни от преброяването през 2001 г.